# Flora Hastings
Lady Flora Elizabeth Rawdon-Hastings (11 febbraio 1806 – Londra, 5 luglio 1839) è stata una nobildonna britannica.

## Biografia
Figlia di Francis Rawdon Hastings, I marchese di Hastings, e di sua moglie, Flora Mure-Campbell.

## Scandalo
Venne accusata di aver avuto una relazione con il militare inglese, John Conroy, il "favorito" e anche presunto amante della duchessa di Kent.
La figlia della duchessa, la principessa Alessandrina Vittoria, detestava Conroy, mentre Lady Flora non sopportava, né la governante della principessa, Lady Lehzen, né il primo ministro, Lord Melbourne.
Come dama di compagnia della duchessa di Kent, Lady Flora faceva parte del Sistema Kensington, una specie di complotto famigliare, il cui scopo era di tenere la principessa Vittoria lontana dai suoi zii paterni. Per queste ragioni, la giovane Vittoria odiava e sospettava di Lady Flora. Una volta salita al trono, nel giugno del 1837, Vittoria fece ogni tentativo per tenere sia Lady Flora che Conroy lontano da sé. La madre, senza successo, insistette perché Conroy e la sua famiglia avessero il permesso di presentarsi a corte. Ma Vittoria non era d'accordo, dicendo: "Visto come Sir John Conroy si è comportato nei miei confronti in tutti questi anni, pensavo che nessuno si aspettasse che lo invitassi a Buckingham Palace".

## Morte
Nel 1839, Lady Flora, a seguito di un gonfiore al basso ventre iniziò a provare un forte dolore. Si fece visitare dal medico della regina, sir James Clark, il quale diagnosticò, erroneamente,  la crescita addominale come una gravidanza, incontrandosi con Lady Flora due volte alla settimana dal 10 gennaio al 16 febbraio 1839. Siccome Lady Flora era nubile, i sospetti della regina furono messi a tacere. Tuttavia, le sue nemiche, la baronessa Lehzen e la marchesa di Tavistock, diffusero la voce che Lady Flora fosse "incinta". Il 2 febbraio 1839, la regina scrisse nel suo diario che sospettava, quale padre del bambino, Conroy. Lady Flora sentiva la necessità di difendersi in pubblico, per cui decise di pubblicare la sua versione dei fatti, sotto forma di una lettera che apparve sul quotidiano, The Examiner, ed accusando, "una certa signora straniera" (la Lehzen) di diffondere certe voci".
Le accuse furono dimostrate false quando Lady Flora finalmente acconsentì di sottoporsi dai medici reali ad un esame fisico, i quali confermarono che non era incinta. Tuttavia, le fu diagnosticato un tumore al fegato e avrebbe avuto solo pochi mesi di vita. La regina Vittoria visitò Lady Flora il 27 giugno 1839.
Lady Flora morì a Londra il 5 luglio 1839. Fu sepolta Loudoun Castle.
Lady Flora era anche una poetessa; la sua opera, "Poems by the lady Flora Hastings", venne pubblicata postuma nel 1841 dalla sorella Sophia.

## Nella cultura di massa
Lady Flora è stata interpretata nel film The Young Victoria (2009) dall'attrice irlandese Genevieve O'Reilly e nel telefilm Victoria (2016) dall'attrice Alice Orr-Ewing.

## Ascendenza
|                                                 |                |                                             | Genitori                                     |  |  | Nonni |  |  | Bisnonni                   |  |  | Trisnonni                   |  |
|                                                 |                |                                             |                                              |  |  |       |  |  | John Rawdon, III baronetto |  |  | Arthur Rawdon, II baronetto |  |
|                                                 |                |                                             |                                              |  |  |       |  |  | John Rawdon, III baronetto |  |  | Arthur Rawdon, II baronetto |  |
|                                                 |                | Helena Graham                               |                                              |  |  |       |  |  | John Rawdon, III baronetto |  |  |                             |  |
| John Rawdon, I conte di Moira                   |                |                                             |                                              |  |  |       |  |  | John Rawdon, III baronetto |  |  |                             |  |
|                                                 |                | Dorothea Levinge                            | Richard Levinge, I baronetto                 |  |  |       |  |  |                            |  |  |                             |  |
|                                                 |                | Dorothea Levinge                            | Richard Levinge, I baronetto                 |  |  |       |  |  |                            |  |  |                             |  |
|                                                 |                | Dorothea Levinge                            | Mary Corbyn                                  |  |  |       |  |  |                            |  |  |                             |  |
| Francis Rawdon-Hastings, I marchese di Hastings |                | Dorothea Levinge                            |                                              |  |  |       |  |  |                            |  |  |                             |  |
|                                                 |                | Theophilus Hastings, IX conte di Huntingdon | Theophilus Hastings, VII conte di Huntingdon |  |  |       |  |  |                            |  |  |                             |  |
|                                                 |                | Theophilus Hastings, IX conte di Huntingdon | Theophilus Hastings, VII conte di Huntingdon |  |  |       |  |  |                            |  |  |                             |  |
|                                                 |                | Theophilus Hastings, IX conte di Huntingdon | Mary Frances Fowler                          |  |  |       |  |  |                            |  |  |                             |  |
| Elizabeth Hastings, XIII baronessa Hastings     |                | Theophilus Hastings, IX conte di Huntingdon |                                              |  |  |       |  |  |                            |  |  |                             |  |
|                                                 |                | Selina Shirley                              | Washington Shirley, II conte di Ferrers      |  |  |       |  |  |                            |  |  |                             |  |
|                                                 |                | Selina Shirley                              | Washington Shirley, II conte di Ferrers      |  |  |       |  |  |                            |  |  |                             |  |
|                                                 |                | Selina Shirley                              | Mary Levinge                                 |  |  |       |  |  |                            |  |  |                             |  |
| Flora Rawdon-Hastings                           |                | Selina Shirley                              |                                              |  |  |       |  |  |                            |  |  |                             |  |
|                                                 | James Campbell | James Campbell, II conte di Loudoun         |                                              |  |  |       |  |  |                            |  |  |                             |  |
|                                                 | James Campbell | James Campbell, II conte di Loudoun         |                                              |  |  |       |  |  |                            |  |  |                             |  |
|                                                 | James Campbell | Margaret Montgomerie                        |                                              |  |  |       |  |  |                            |  |  |                             |  |
| James Mure-Campbell, V conte di Loudoun         | James Campbell |                                             |                                              |  |  |       |  |  |                            |  |  |                             |  |
|                                                 |                | Jane Boyle                                  | David Boyle, I conte di Glasgow              |  |  |       |  |  |                            |  |  |                             |  |
|                                                 |                | Jane Boyle                                  | David Boyle, I conte di Glasgow              |  |  |       |  |  |                            |  |  |                             |  |
|                                                 |                | Jane Boyle                                  | Jean Mure                                    |  |  |       |  |  |                            |  |  |                             |  |
| Flora Mure-Campbell, VI contessa di Loudoun     |                | Jane Boyle                                  |                                              |  |  |       |  |  |                            |  |  |                             |  |
|                                                 |                | John MacLeod                                | Malcolm MacLeod                              |  |  |       |  |  |                            |  |  |                             |  |
|                                                 |                | John MacLeod                                | Malcolm MacLeod                              |  |  |       |  |  |                            |  |  |                             |  |
|                                                 |                | John MacLeod                                | Mary MacKenzie                               |  |  |       |  |  |                            |  |  |                             |  |
| Flora MacLeod                                   |                | John MacLeod                                |                                              |  |  |       |  |  |                            |  |  |                             |  |
|                                                 |                | Jane MacQueen                               | Angus MacQueen                               |  |  |       |  |  |                            |  |  |                             |  |
|                                                 |                | Jane MacQueen                               | Angus MacQueen                               |  |  |       |  |  |                            |  |  |                             |  |
|                                                 |                | Jane MacQueen                               | Jane MacKenzie                               |  |  |       |  |  |                            |  |  |                             |  |
|                                                 |                | Jane MacQueen                               |                                              |  |  |       |  |  |                            |  |  |                             |  |